# Aktywne sieci optyczne
Aktywne sieci optyczne opierają się zazwyczaj na urządzeniach dystrybuujących sygnał, takich jak rutery, przełączniki czy multipleksery. Sygnał opuszczający punkt centralny kierowany jest wyłącznie do użytkownika, do którego jest adresowany.
Najbardziej powszechne aktywne sieci optyczne nazywane są aktywnym Ethernetem. Aktywny Ethernet używa optycznych przełączników do rozsyłania sygnału, łącząc punkty dystrybucyjne i końcowe w jedną, gigantyczną komutowaną sieć Ethernet. Sieci takie są tożsame sieciom akademickim, czy rozwiązaniom biznesowym, z tą różnicą, ze ich celem jest połączenie domów, czy budynków do punktów centralnych, a nie drukarek ze stacjami roboczymi na terenie kampusu.
Każdy punkt dystrybucyjny może obsłużyć do 1000 użytkowników, choć najczęstszym rozwiązaniem jest przyłączenie około 400–500 klientów.
Standard IEEE 802.3ah pozwala na przesyłanie danych z prędkością 100 Mbps w pełnym dupleksie.